# 신석기녀
신석기녀는 네이버 웹툰에서 수요일에 연재되었지만 지금은 완결되었다. Y LAP에서 진행 중인 대규모 웹툰 세계관 슈퍼스트링 시리즈의 중심을 맡는 웹툰이다.

## 줄거리
오로지 돈 되는 동물만 치료해주는 폐암 말기의 동물병원 수의사 이재신과 그런 이재신을 치료할 수 있는 신비한 능력을 가진 불로불사 강숙희의 로맨스 코미디 웹툰. 이재신은 우연히 강숙희를 만나 숙희가 자신을 치료해 줄 수 있는 능력을 갖고 있다는 것을 알게 되고 갈 곳 없는 강숙희를 보호해주게 된다.
불로불사 숙희를 원하는 사람들과 숙희, 숙희를 지켜내고 싶은 재신의 이야기이다

## 등장인물
- 강숙희: 이 웹툰의 주인공. 입맞춤을 통해 아픈 사람을 치료하는 신비한 치유 능력을 가지고 있는 소녀. 구석기 시대부터 현대까지 살아온 불로불사이다. 목이 잘려도 스스로 재생할 수 있다.
- 이재신: 이 웹툰의 주인공. 숙희가 좋아하는 사람이다. 직업은 이름 있는 수의사이다. 폐암말기에 걸리지만 숙희가 입맞춤으로 호전되게 해주었다. 죽는 게 소원이었던 숙희를 도와 숙희가 죽도롭 돕는다.
- 이재우: 이재신의 남동생. 요리와 태권도를 잘한다. 부모님이 돌아가신 이후부터는 말을 하지 않는다.
- 연소연: 어렸을 때부터 이재신을 짝사랑해 온 이재신의 아는 여자 후배.
- 백선우: 강숙희를 존경하고 좋아하지만 백선우는 숙희를 죽이려고 하는 백씨 가문의 대종손. (대성팔족)
- 김철수: 숙희에게 돈을 빌려준 장본인. 숙희의 입맞춤과 반대로 철수의 입맞춤은 치유 능력을 흡수해서 사람을 위험하게 만든다. 숙희를 좋아하고 숙희의 치유 능력을 먹고 살기 때문에 숙희가 없으면 안된다.
- 순이: 숙희가 키우는 반려동물. 종류는 악어거북. 순하다고 해서 순이라 이름붙혔지만 매우 포악하다.
- 대성팔족
  - 백선우 - 백씨 집안의 대종손
  - 백문장
  - 해명 - 해씨 집안의 대종손
  - 연소연 - 연씨 집안의 대종손
  - 사무엘 - 사씨 집안의 대종손
  - 국다희 - 국씨 집안의 대종손
  - 진순제 - 진씨 집안의 대종손
  - 협시은 - 협씨 집안의 대종손